# يوم دارة مأسل
يوم دارة مأسل وهو من أيام العرب في العصر الجاهلي قبل الإسلام وكان لتميم على هوازن.
جمع عُتَبة بن شتير بن خالدٍ الكلابي جموعاً كثيرة من قومه هوازن وأغار على بنو ضبة من تميم، فأخذ إبلاً لهم وقتل حصين بن ضرار الضبي، فجمع أبوه ضرار قومه وخرج ثائراً بابنه الحصين حتى أغار على بني كلاب وقتل فيهم قتلاً ذريعاً، وهرب منه عُتَبة بن شتير وتمكن ضرار من أسر أبو عُتَبة شتير بن خالدٍ الكلابي وهو شيخ كبير، وقال له ضرار يا شتير إختر واحدة من ثلاث: قال شتير أعرضها علي. فقال ضرار: أن ترد علي ابني حصيناً، قال لا أقدر، قال إذن فأدفع إلي ابنك عُتَبة أقتله به، قال لا ترضى بذلك بني عامر أن يُدفع فارسهم وهو شاب بشيخٍ أعور، قال إذاً أقتلك، فأمر ضرار ابنه أدهم بن ضرار أن يقتله فقتله، قال شمعلة بن الأخضر الضبي: